# Филиппов, Иннокентий Тимофеевич
Иннокентий Тимофеевич Филиппов (13 (25) августа 1888, Томский уезд — 14 марта 1927, Ростов-на-Дону) — юрист и философ, профессор на кафедре истории философии права и политических учений Томского государственного университета; занимался антирелигиозной пропагандой; инициатор создания и редактор томского журнала «Пути марксизма» (1923, вышел единственный номер). С осени 1923 года состоял профессором кафедры общей теории права Донского университета.

## Биография
Иннокентий Филиппов родился 13 (25) августа 1888 года в мещанской семье служащего судебных учреждений; в 1899—1906 годах он учился в Томской губернской гимназии и в 1905 году являлся одним из организаторов «Томского союза учащейся молодежи». В тот период он входил в пропагандистскую группу томской организации Российской социал-демократической рабочей партии (РСДРП). В феврале 1906 года был арестован за принадлежность к партии: в июне он был освобожден под залог, а весной 1907 года — осужден на шесть месяцев по 132-й статье Уголовного уложения Российской империи (за хранение запрещённой литературы); наказание отбывал в Томске. В 1908 году он добровольно вышел из РСДРП и до 1923 года в политических организациях не состоял.
После окончании (экстерном) томской гимназии, в 1908 году Филиппов поступил на юридический факультет Томского университета, который окончил четыре года спустя. За сочинение «Ссылка в Сибирь в XIX веке» (1911) он был удостоен золотой медали от юридического факультета. С 1 октября 1912 года он являлся ассистентом при «юридическом кабинете», а в следующем году был оставлен для приготовления к профессорскому званию — при томской кафедре энциклопедии и истории философии права. В этот период его научным руководителем являлся профессор Иосиф Михайловский. В качестве предмета исследования Филиппов избрал тему «Учение Владимира Соловьёва о праве»; в 1914 году он сдал экзамен на магистра права и начал служить в статистическом отделе Томского переселенческого управления.
В период с 1914 по 1920 год Филиппов принимал участие в целой серии статистических обследований, проводившихся на территории Томской губернии. Так весной 1915 года, состоя сотрудником переселенческого управления, он получил пост руководителя статистическими обследованиями, которые вела Томская гидротехническая партия, относившаяся к отделу земельных улучшений. Летом группой Филиппова было обследовано около пяти тысяч крестьянских хозяйств, а результаты исследования были обобщены в книге «Современное крестьянское хозяйство в районе осушительных работ Томской гидротехнической партии», вышедшей в Томске в 1916 году.
Во время Первой мировой войны, в феврале 1916 года, Филиппов был призван в армию — в качестве ратника ополчения второго разряда. Военную службу он проходил рядовым 39-го Сибирского стрелкового запасного полка (3,5 месяца), а затем — состоял писарем в управлении 5-й Сибирского стрелковой бригады, расквартированной в Томске. В июле 1916 году он был откомандирован в распоряжение томского управления Всероссийской переписью и возглавил перепись населения в Кузнецком и Бийском уездах; одновременно он произвел обследование хозяйства шорцев в южной части Кузнецкого уезда.
Во второй половине 1916 года Филиппов возглавлял обследование крестьянских хозяйств, располагавшихся в бассейне реки Шегарки (никогда ранее статистически не изучавшихся). Осенью он принял участие в обработке полученных материалов. С января до марта 1917 года стоял во главе статистического отдела при Томском губернском продовольственном совещании. В 1916—1917 годах он принимал участие в редактировании «Статистико-экономических бюллетеней» сибирского осведомительного бюро — опубликовал и ряд собственных статей.
После Февральской революции Филиппов несколько месяцев являлся секретарем губернского продовольственного комитета. Летом 1917 года — при содействии земской управы и Алтайской думы — он организовал монографическое обследование бюджета четырёх десятков крестьянских хозяйств на Горном Алтае. Летом 1917 и в 1918 году он изучал состояние крестьянских хозяйств в районе озер Чаны и Сартлан в Томской губернии.
С ноября 1917 года Филиппов преподавал право, литературу и историю русской общественной мысли на занятиях, проводившихся в рамках вечерних бесплатных народных классов в Томске. С 1 января 1918 по декабрь 1919 года он состоял приват-доцентом юридического факультета Томского университета, где с 15 июня 1918 являлся также и заведующий юридическим кабинетом; с ноября 1919 был секретарём всего юридического факультета. Читал курсы по государственному праву и общей теории права.
В марте 1920 года Филиппов стал профессором и заведующим кафедрой истории философии права и политических учений (по декрету Совнаркома). Он принял участие в организации научного кабинета имени Карла Маркса. К началу 1922 года он фактически заведовал кафедрами теоретической экономии, экономической политики, государственного и коммунального хозяйства, рабочего вопроса. Читал курсы: «Теоретическая экономика», «Экономическая политика РСФСР», «Политическая экономия», «Капитализм и пролетарская революция», а также — «Исторический материализм». В качестве делегата от Томского рабочего факультета участвовал во Всероссийской конференции рабфаков, проходившей в сентябре 1921 года.
После основания Томской губернской партийно-советской школы, произошедшего в октябре 1920 года, Филиппов стал в ней лектором, а с марта по ноябрь — заведовал лекторско-пропагандистской секцией. В марте 1920 года он принимал участие в организации в Томске нескольких курсов по «политической грамоте» и педагогике. Занимался и антирелигиозной пропагандой; являлся инициатор и редактором журнала «Пути марксизма», единственный номер которого вышел в Томске в 1923 году. С 15 апреля 1923 года Филиппов являлся кандидатом в члены ВКП(б); в 1925 году он вступил в партию.
В середине апреля 1923 года, в связи с состоянием здоровья, Иннокентий Филиппов выехал на два месяца для лечения на полуостров Крым: в июле он переехал в Ростов-на-Дону. До конца года работал в аппарате агитпропа Юго-Восточного бюро ЦК ВКП(б), где принимал участие преимущественно в антирелигиозной пропаганде среди местного населения. С осени являлся профессором кафедры общей теории права Донского университета: был избран членом правления и заместителем ректора. Скончался от воспаления легких в 1927 году.

## Работы
В 1908—1912 годах Филиппов собрал на территории Томской губернии около 1000 частушек-четверостиший.
- О влиянии войны на крестьянское хозяйство некоторых местностей Барабы. Томск, б.г.;
- Очерк системы диалектического материализма // Пути марксизма (Томск). 1923. Январь;
- Происхождение бога и религий // Красное знамя (Томск). 1923. 27 марта;
- Воспоминания девятьсотпятника // Сибирские огни. 1925. Март — май;
- Ислам в свете исторического материализма. Ростов на Дону, 1926;
- Очерки по истории Просвещения в Западной Европе // Известия Северо-Кавказского государственного университета. 1930. Том 2 (19);
- Очерки советского строительства // Известия Северо-Кавказского государственного университета. 1930. Том 2 (19);
- Теория права и классовая структура общества: Вступительная лекция // Известия Северо-Кавказского государственного университета. 1930. Том 2 (19);
- Материалистическое понимание истории просвещения // Известия Северо-Кавказского государственного университета. 1930. Том 2 (19);
- Очерки по истории просвещения в античном мире и средневековой Европе // Известия Северо-Кавказского государственного университета. 1930. Том 2 (19);
- Очерки по истории просвещения в западной Европе // Известия Северо-Кавказского государственного университета. 1930. Том 2 (19).

## Архивные источники
- Государственный архив Томской области (ГАТО). Ф. 102. Оп. 1. Д. 2, 116;
- ГАТО. Ф. 102. Оп. 9. Д. 592;
- ГАТО. Ф. Р-815. Оп. 1. Д. 81;
- Архив ТГУ. Фонд И. Т. Филиппова.